# Goth (manga)
Goth ( ゴス ?, Gosu) è un manga one-shot di Otsuichi del 2003 con disegni di Kendi Oiwa pubblicato in Giappone. È stato ideato successivamente al romanzo Goth, il tagliatore di mani scritto da Otsuichi nel 1994. Il manga è stato pubblicato nel 2003 sulla collana Shōnen Ace edita da Kadokawa Shoten, mentre in Italia i diritti per la pubblicazionie sono stati acquisiti dalla Panini Comics.
Goth parla della passione di due adolescenti per i serial killer; come lascia intendere il titolo, l'autore offre numerose visioni della cultura gotica all'interno del manga.

## Trama
Itsuki Kamiyama e Yoru Morino sono compagni di classe. Kamiyama è un ragazzo cordiale e apprezzato dagli altri compagni, mentre Morino è una ragazza tenebrosa che pare non voler comunicare con nessuno. I due, anche se hanno caratteri opposti, si accorgono di avere una passione comune: la morte. Kamiyama e Morino proveranno un'attrazione irresistibile per le storie morbose, e questo li porterà ad avvicinarsi tra di loro. Nel corso di cinque capitoli i lettori scopriranno il carattere dei due adolescenti insieme al loro passato.